# Septober Energy
Septober Energy ist ein genre-übergreifendes Studioalbum, das Keith Tippett mit seinem Ensemble Centipede an drei Tagen im Juni 1971 einspielte. Produzent war der Gitarrist Robert Fripp.

## Das Album
Nachdem Centipede bereits einige Konzerte absolviert hatte, erhielt Tippett einen Plattenvertrag von RCA. Mit dem gut eingespielten Ensemble spielte er für deren experimentelles Sublabel Neon die Suite Septober Energy ein. Dabei entstand eine „Musik von unglaublicher Weite“.
Die Suite bestand aus einer Vielzahl kleinerer Stücke, die jedoch auf dem Album nicht getrennt angezeigt wurden; vielmehr wurden formale Einheiten gebildet, die jeweils über eine ganze Plattenseite gingen. „Die Idee einer panstilistischen Musik auf die Spitze treibend“ (Ekkehard Jost), umfasst das Werk sowohl Free Jazz als auch Rockmusik-Passagen. Es enthält „Lieder und Hymnen, teils romantischen, teils politischen programmatischen Charakters“ ebenso wie an Ligeti erinnernde „Klangflächen-Strukturen und Modaljazz-Improvisationen“ sowie „choralartige Bläsersätze und vokale Afrikanismen. Dominierende Gestaltungsprinzipien sind Ostinati jedweder Provenienz sowie ... langphasige Steigerungsanlagen“.

## Trackliste
Platte/Disc 1
1. "Septober Energy – Part 1" – 21:43
2. "Septober Energy – Part 2" – 23:34

Platte/Disc 2
1. "Septober Energy – Part 3" – 21:21
2. "Septober Energy – Part 4" – 18:45

Alle Kompositionen stammen von Keith Tippett; die Texte stammen von Julie Tippetts.

## Rezeption
„Ein erratischer, monumentaler Findling stand da plötzlich in der musikalischen Landschaft, schließlich war die Musik von Keith Tippett und seiner Großformation Centepede vom konventionellen Big Band-Sound mindestens ebenso weit entfernt wie von dem anderen, weit berühmteren weißen Doppelalbum der Popgeschichte.“. Arte würdigte das Album als „eine schwergewichtige Jahrhundertaufnahme“ und „ein Kollektiverlebnis von außergewöhnlicher Intensität“. Billboard empfahl das Album 1974 und stellte heraus, dass es „eine Anzahl schöner Soli in jeder Kategorie“ umfassen würde.
Von einem Großteil des Publikums und auch einem Teil der Kritik wurde die Musik von Centipede jedoch nicht verstanden und als verfehltes Experiment interpretiert. „Als das Album veröffentlicht wurde, hagelte es Kritik - was bis zu den CD-Wiederveröffentlichungen ... so geblieben ist“. Beispielsweise ist für Ekkehard Jost das Album „ein recht widersprüchliches Werk.“ Für ihn stehen die verschiedenen „Elemente einer pluralistischen Musikkultur ... relativ beziehungslos nebeneinander“, ohne dass eine „wechselseitige Durchdringung“ stattfände: „Das Ganze ist in diesem Fall kaum mehr als die Summe seiner Teile.“
Für die Jazzthetik klingt das Orchester „wie ein Duke Ellington-Orchester zu Zeiten der Carnegie-Hall-Konzerte“, wobei allerdings scheinbar „eine Hälfte der Musiker auf einem LSD-Trip und die andere in einer Urschrei-Therapie“ wäre. „Auf den vier »Movements« von Septober Energy ist alles Mögliche und Unmögliche zu hören - und das ist das Verdienst dieses Albums. Es hat die Hörkonventionen eines Teils seiner Zeitgenossen erweitert.“ Beispielsweise stellte für Mike Oldfield das Album eine maßgebliche Inspiration für seine Tubular Bells dar.
Die Kritiker Richard Cook und Brian Morton bezeichneten das Werk im Penguin Guide to Jazz Recordings als „ein Meisterwerk oder ein Durcheinander, je nach persönlicher Meinung. Die Vision Tippetts eines gewaltigen Free Jazz-Ensembles, das die Spontaneität einer kleineren Formation haben sollte, funktioniere zwar nicht richtig, aber das Ganze sei auf seine Weise eine großartige Leistung“. Es sei nach Meinung der Autoren zwar „inzwischen unanhörbar und ein Album, über das mehr gesprochen würde, als dass es gehört würde, das aber als einzigartiger Augenblick in der modernen britischen Musik in Ehren gehalten würde“.

## Editorische Hinweise
Das Album von 1971 kam 1974 auch in den Vereinigten Staaten heraus. Vor der CD-Ausgabe von BGO (aus dem Jahr 2000) kamen mehrere Raubpressungen auf den Markt, die jedoch nicht von den Master Tapes gezogen wurden, sondern von einer Platte überspielt wurden (so dass beispielsweise am sehr leisen Anfang des ersten Stückes deutliche Knackgeräusche zu hören sind).